# Oswaldo Larriva
Óscar Oswaldo Larriva Alvarado (Cuenca, 1946-Ibidem, 6 de enero de 2020) fue un catedrático y político ecuatoriano.

## Trayectoria pública
En el ámbito académico fue profesor universitario por más de treinta años, durante once de los cuales fue decano de la  Facultad de Ciencias Económicas de la Universidad de Cuenca.
Inició su vida política como concejal de la ciudad de Cuenca, ocupando el cargo entre 1988 y 1992.
En las elecciones legislativas de 1992 fue elegido diputado nacional en representación de la provincia de Azuay por el Partido Socialista Ecuatoriano.
En 2007 fue nombrado gobernador de Azuay por el presidente Rafael Correa.  En 2009 dejó la gobernación tras ser nombrado gerente de la empresa pública municipal de telecomunicaciones, agua potable, alcantarillado y saneamiento de Cuenca (ETAPA).
Para las elecciones legislativas de 2013 fue elegido asambleísta nacional en representación de Azuay por el movimiento oficialista Alianza País. Una vez iniciado el periodo fue designado por unanimidad como presidente de la Comisión del Régimen Económico y Tributario.
En enero de 2016 anunció su desafiliación de Alianza País aseverando que sus reclamos por obras para su provincia habían sido desatendidos y que se lo había excluido de la organización. El presidente Correa se refirió al hecho tildando a Larriva como "vanidoso". En marzo del mismo año Correa afirmó que Larriva estaba muy enfermo (en referencia a la leucemia que padecía) y que por eso había perdido objetividad. Larriva criticó fuertemente las declaraciones del presidente.
En 2019 fue designado Gobernador de Azuay por el presidente Lenín Moreno, pero renunció al cargo a los 25 días de asumir el mando por complicaciones de salud.
Falleció a los setenta y cuatro años el 6 de enero de 2020 en Cuenca a consecuencia de una leucemia.